# جون ألبرت ليتش
جون ألبرت ليتش (بالإنجليزية: John Albert Leach)‏ هو عالم طيور أسترالي، ولد في 19 مارس 1870 في بالارات في أستراليا، وتوفي في 3 أكتوبر 1929.